# Krematorium Richard
Krematorium Richard v Litoměřicích se nachází na západním předměstí jižně od cihelny, v bývalém areálu koncentračního tábora a podzemních továren a dolů Richard. Spolu s tímto areálem je chráněno jako nemovitá kulturní památka České republiky.

## Historie
V litoměřickém koncentračním táboře zemřelo za jediný rok kolem 4 500 vězňů, kdy v období zimy 1944 a jara 1945 zde propukla tyfová epidemie. Mrtví byli zpočátku zpopelňováni v krematoriích v Ústí nad Labem a Terezíně. To však při tak velkém počtu zemřelých nestačilo, proto bylo rozhodnuto o stavbě krematoria poblíž tábora.
Byl vybrán jeden z objektů litoměřické cihelny – bývalá sušárna cihel, od tábora vzdálená přibližně jeden kilometr. Stavba byla zahájena v únoru 1945, její plán byl připraven firmou architekta Naumanna. Stavbu prováděla pracovní skupina firmy BSA složená z totálně nasazených civilních dělníků a vězňů litoměřického tábora. Výstavba budov trvala od začátku února do poloviny března 1945, kdy bylo krematorium uvedeno do zkušebního provozu. Poté byl v dubnu 1945 zahájen trvalý provoz.
V malé, nenápadné stavbě byl při spalování mrtvých zajatců kouř odváděn podzemním kanálem do komína cihelny a smíchán s jejím kouřem. Vedle místnosti s pecemi byla v menší místnosti ukládána těla mrtvých. Tyto prostory měly betonovou obdélníkovou plochu s mírně skloněnou podlahou, na kterou byla těla rovnána. Bylo uvažováno zřídit zde také pitevnu, ale záměr nebyl dokončen.
V krematoriu dohlížel velitel SS Obersturmführer Huber z velitelství KT Litoměřice. Dozorci obsluhujícímu krematorium bylo přiděleno komando pěti vězňů. Po válce se z jeho soukromých zápisků zjistilo, že zde bylo spáleno přibližně 405 těl. Poslední zpopelnění zde proběhlo 2. a 3. května 1945 po velké popravě v terezínské Malé pevnosti. Popel zemřelých byl venku před budovou drcen na drobnější části, zpočátku vysypáván na cestu u krematoria a později sypán do jámy vedle krematoria.